# 萊克廷伯萊恩 (密蘇里州)
萊克廷伯萊恩（英語：Lake Timberline）是位於美國密蘇里州聖弗朗索瓦縣的普查規定居民點。

## 人口
根據2020年美國人口普查的數據，萊克廷伯萊恩的面積為6.65平方千米，當中陸地面積為6.16平方千米，而水域面積為0.49平方千米。當地共有人口726人，而人口密度為每平方千米109.17人。